# Can Partera
Can Partera és un veïnat de la comuna vallespirenca d'Arles, a la Catalunya del Nord.
És al llarg de la carretera general a l'extrem de ponent del terme, a l'esquerra del Tec, a prop del límit amb el terme de Montferrer. Al seu extrem sud-oest hi ha el Pas del Llop. Hi pertany el Molí d'en Camps.